# Clea spinosa
Clea spinosa е вид коремоного от семейство Buccinidae.

## Разпространение
Видът е разпространен в Лаос и Тайланд.